# Carnotauro
Carnotaurus ((do latim "touro carnívoro", em português Carnotauro) é um gênero de dinossauro carnívoro e bípede que viveu durante o período Cretáceo, principalmente na região onde hoje se situa a América do Sul. Sua espécie-tipo é denominada Carnotaurus sastrei. Conhecido a partir de um único esqueleto bem preservado, é um dos terópodes mais bem compreendidos do Hemisfério Sul. Seu esqueleto, encontrado em 1984, foi descoberto na província de Chubut, na Argentina, a partir de rochas da Formação La Colônia. O Carnotauro é um membro derivado dos Abelisauridae, um grupo de grandes terópodes que ocuparam o grande nicho predatório nas massas de terra do sul de Gondwana durante o final do Cretáceo. Dentro dos Abelisauridae, o gênero é frequentemente considerado um membro do Brachyrostra, um clado de formas de focinho curto restrito à América do Sul.
O carnotauro foi um terópode mediano, atingindo em torno de 7 metros de comprimento e podia alcançar até 3 metros de altura. Existe muita discussão sobre esse animal. Inicialmente, possuía patas anteriores extremamente curtas, sendo  praticamente vestigiais. Por outro lado, as patas traseiras eram longas e o estudo da musculatura a partir dos vestígios dos músculos caudofemorais, indicava um animal adaptado para corrida, com estudos indicando a possibilidade de alcançar velocidades de até 55 km por hora. Além disso, possuía mandíbulas curtas e um crânio alto, podendo indicar uma mordida rápida, porém não muito possante. Isso, aliado a alta velocidade, poderia indicar um predador de animais menores, especialista em presas velozes. Isso ainda seria corroborado por ter sido encontrado em conjunto com seus fósseis diversos pequenos animais como cobras, tartarugas e mamíferos. Outra teoria, entretanto, indicava que este animal poderia predar saurópodes como Chubutisaurus, de cerca de 20 metros de comprimento. É possível que o Carnotaurus  atacasse esses grandes animais, quando jovens ou doentes.
Várias características do Carnotauro chamam atenção dos cientistas. Embora fosse carnívoro, foi observado nele uma característica comum em herbívoros, a presença de pequenos chifres, cuja função é bastante especulada. Alguns paleontólogos defendem que eram usados em lutas com indivíduos da mesma espécie, já que são pequenos demais para terem sido usados na caça. Outros teorizam que os chifres poderiam ser apenas uma característica de identificação entre os indivíduos da mesma espécie.  Outras características impressionantes eram os pequenos olhos apontados para frente e os ossos da coluna com projeções em forma de asa. O focinho maciço sugere órgãos olfativos grandes e olfato apurado. Em comparação com outros grandes terópodes, o Carnotaurus possuía características pouco comuns.

## Descoberta

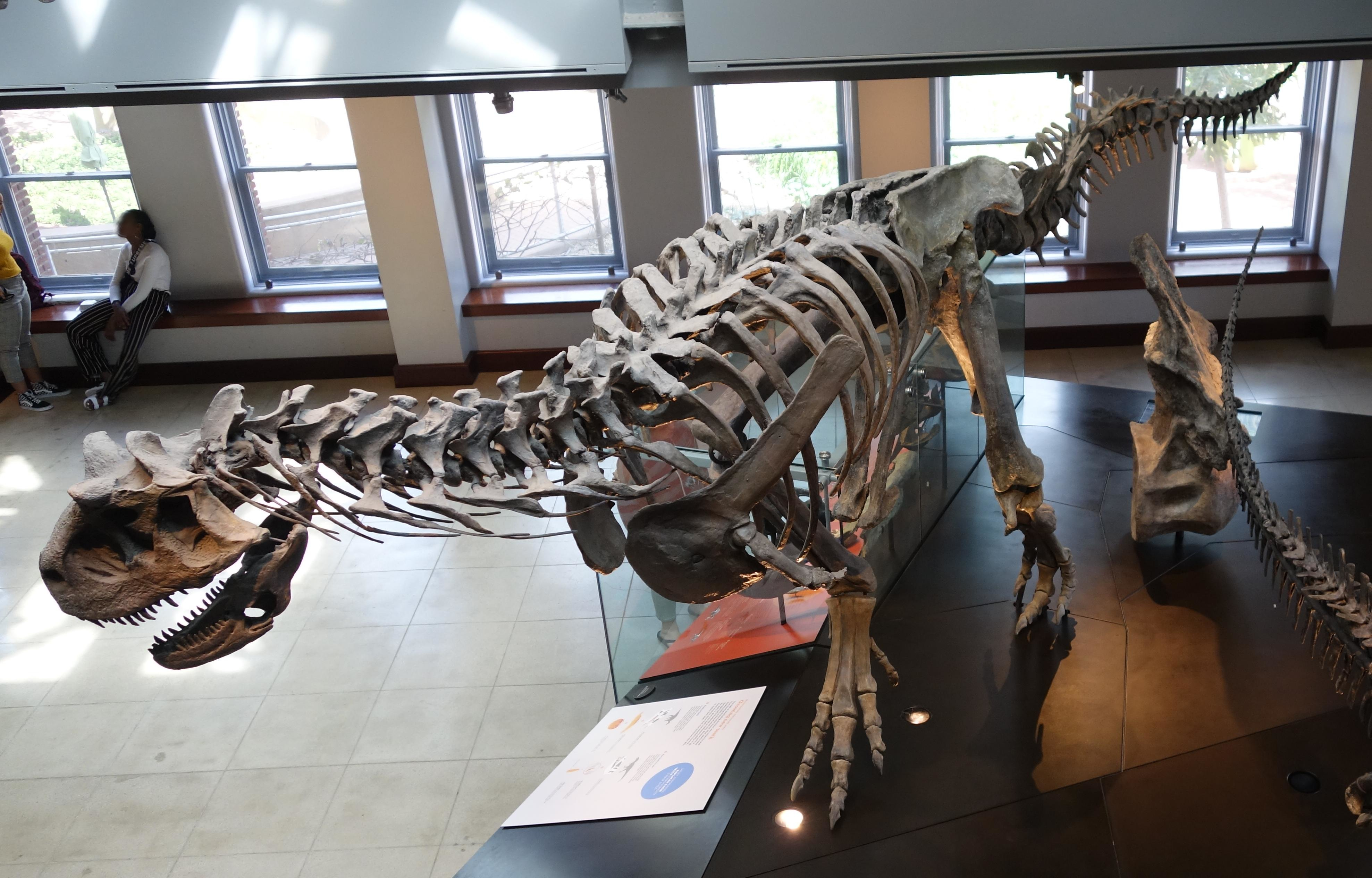
Esqueleto montado no Museu de História Natural do Condado de Los Angeles

O único esqueleto (holótipo MACN-CH 894) foi desenterrado em 1984 por uma expedição liderada pelo paleontólogo argentino José Bonaparte. Esta expedição também recuperou o peculiar saurópode espinhoso Amargasaurus. Foi a oitava expedição dentro do projeto "Vertebrados Terrestres Jurássicos e Cretáceos da América do Sul", que começou em 1976 e foi patrocinado pela National Geographic Society. O esqueleto está bem preservado e articulado (ainda conectados juntos), com apenas os dois terços posteriores da cauda, grande parte da perna, e as patas traseiras sendo destruídas pelo intemperismo. O esqueleto pertencia a um indivíduo adulto, como indicado pelas suturas fundidas no caixa craniana. Foi encontrado deitado sobre seu lado direito, mostrando uma típica pose de morte com o pescoço dobrado para trás sobre o torso. Excepcionalmente, é preservada com extensas impressões de pele. Em vista da importância dessas impressões, uma segunda expedição foi iniciada para reinvestigar o local da escavação original, levando à recuperação de várias manchas de pele adicionais. O crânio foi deformado durante a fossilização, com os ossos do focinho do lado esquerdo deslocados para frente em relação ao lado direito, os ossos nasais empurrados para cima e os pré-maxilas empurrados para trás sobre os ossos nasais. A deformação também exagerava a curvatura superior do maxilar superior. O focinho foi mais fortemente afetado pela deformação do que a parte posterior do crânio, possivelmente devido à maior rigidez desse último. Na vista superior ou inferior, as mandíbulas superiores eram menos em forma de U do que as mandíbulas inferiores, resultando numa aparente incompatibilidade. Esse descompasso é resultado de deformações que atuam nas laterais, afetando os maxilares superiores, mas não os maxilares inferiores, possivelmente devido à maior flexibilidade das articulações dentro destes últimos.

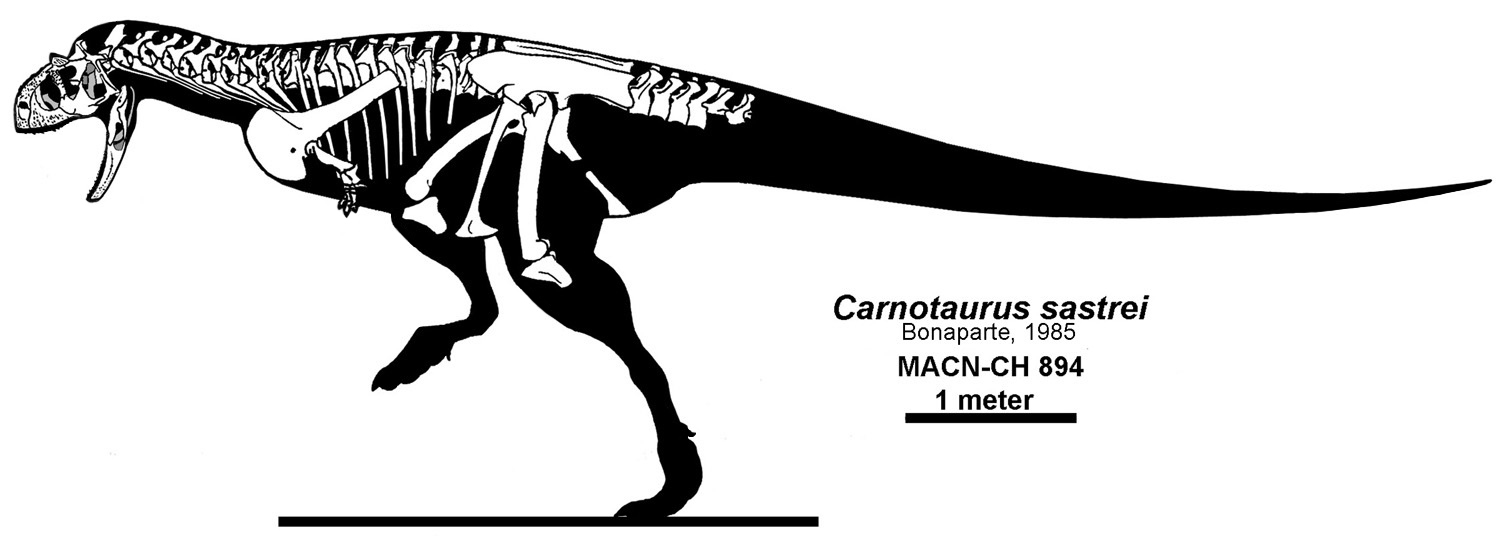
Ilustração do material conhecido de Carnotaurus

O esqueleto foi coletado em uma fazenda chamada "Pocho Sastre" perto de Bajada Moreno no departamento de Telsen da província de Chubut, Argentina. Por estar embutido em uma grande concreção de hematita, um tipo de rocha muito dura, a preparação foi complicada e progrediu lentamente. Em 1985, Bonaparte publicou uma nota apresentando Carnotaurus sastrei como um novo gênero e espécie e descrevendo brevemente o crânio e a mandíbula inferior. O nome genérico Carnotaurus é derivado do latim caro [carnem] ("carne") e taurus [taurum] ("touro") e pode ser traduzido como "touro carnívoro", uma alusão aos chifres semelhantes de um touro na parte superior do crânio do animal. O nome específico sastrei homenageia Angel Sastre, o proprietário da fazenda onde o esqueleto foi encontrado. Uma descrição abrangente de todo o esqueleto se seguiu em 1990. Depois de Abelisaurus, Carnotaurus foi o segundo membro da família Abelisauridae que foi descoberto. Durante anos, foi de longe o membro mais bem compreendido de sua família e também o terópode mais bem compreendido do Hemisfério Sul. Não foi até ao século XXI em que abelissaurídeos semelhantes bem preservados foram descritos, incluindo Aucasaurus, Majungasaurus e Skorpiovenator, permitindo que os cientistas reavaliassem certos aspectos da anatomia do Carnotaurus. O esqueleto do holótipo é exibido no Museu Argentino de Ciências Naturais, Bernardino Rivadavia; réplicas podem ser vistas aí e em outros museus ao redor do mundo. Os escultores Stephen e Sylvia Czerkas fabricaram uma escultura em tamanho real do Carnotaurus ,que estava anteriormente em exibição no Museu de História Natural do Condado de Los Angeles. Essa escultura, encomendada pelo museu em meados da década de 1980, é provavelmente a primeira restauração da vida de um terópode mostrando uma pele precisa.

## Descrição

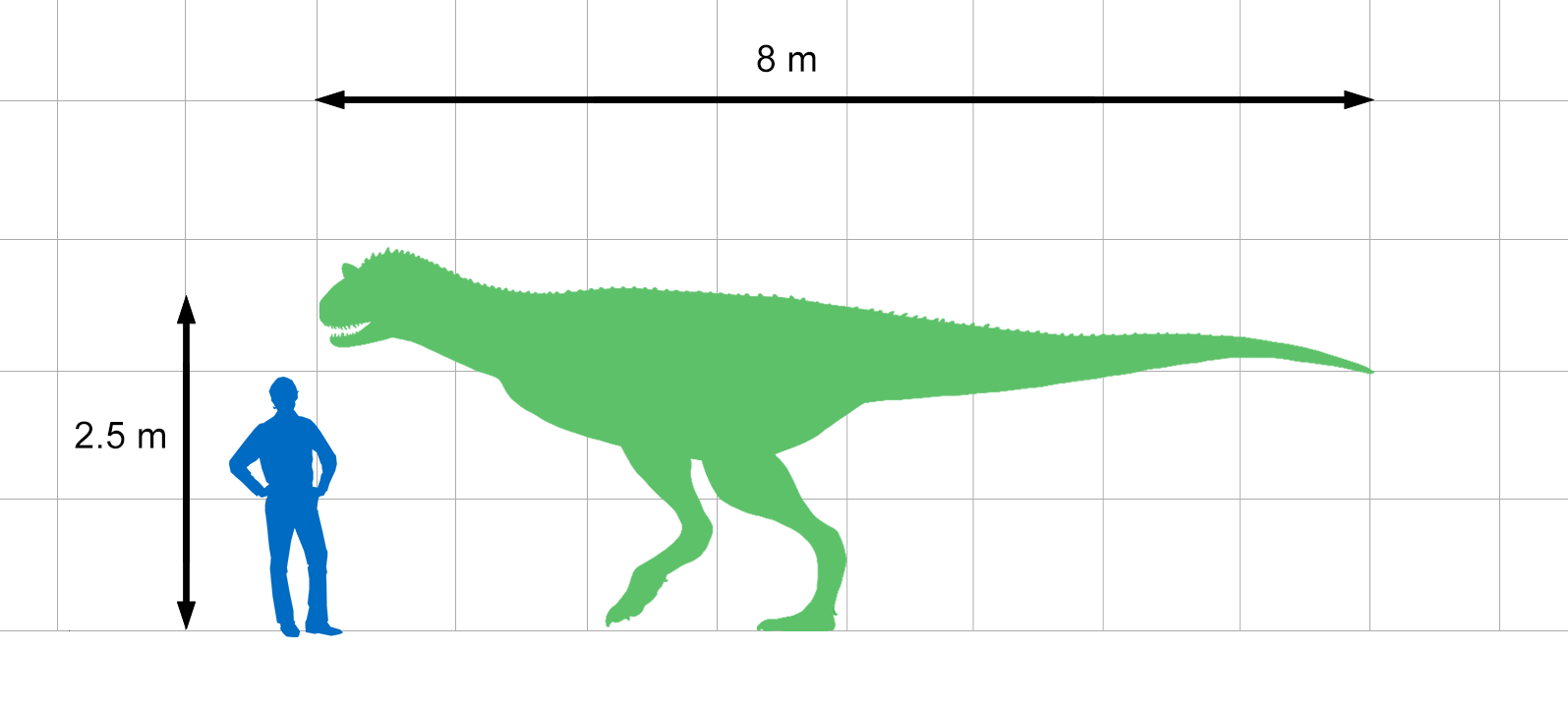
Tamanho comparado ao humano

O Carnotaurus era um predador grande, mas de constituição leve. O único indivíduo conhecido havia cerca de 7,5 a 8 m de comprimento, tornando o Carnotaurus um dos maiores abelissaurídeos. Ekrixinatosaurus e possivelmente Abelisaurus, que são altamente incompletos, podem ter sido semelhantes ou maiores em tamanho. Um estudo de 2016 descobriu que apenas o Pycnonemosaurus, com 8,9 m, era mais longo que o Carnotaurus; foi estimado em 7,8 m. Sua massa é estimada em 1 350 kg, 1 500 kg, 2 000 kg, 2 100 kg, e 1 306–1 743 kg em estudos separados que usaram diferentes métodos de estimativa. Carnotaurus era um terópode altamente especializado, como visto especialmente nas características do crânio, vértebras e membros anteriores. A pelve e os membros posteriores, por outro lado, permaneceram relativamente conservadores, assemelhando-se aos do Ceratosaurus mais basal. Tanto a pélvis quanto o membro posterior eram longos e finos. O fêmur esquerdo (osso da coxa) do indivíduo mede 103 cm de comprimento, mas mostra um diâmetro médio de apenas 11 cm.

### Crânio

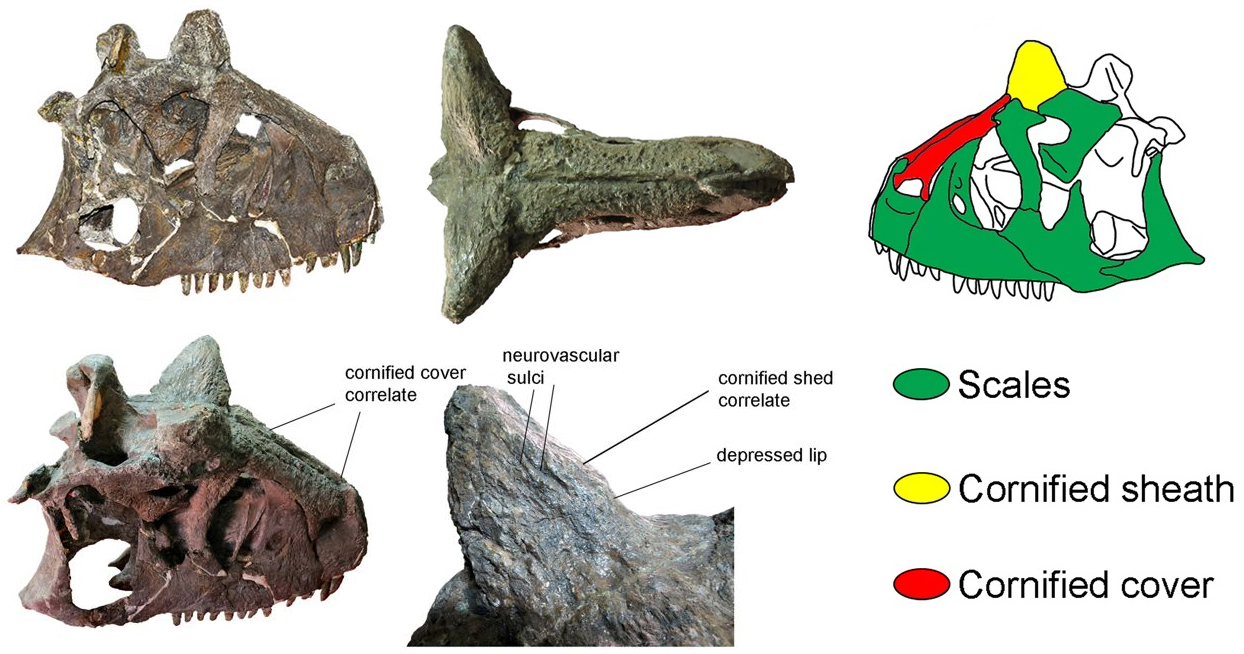
Crânio em múltiplas vistas, com detalhes das estruturas da pele inferidas, e o corno frontal direito

O crânio, medindo 59,6 cm de comprimento, era proporcionalmente mais curto e mais profundo do que em qualquer outro grande dinossauro carnívoro. O focinho era moderadamente largo, não tão afilado como visto em terópodes mais basais como Ceratosaurus, e as mandíbulas eram curvadas para cima. Um par proeminente de chifres projetava-se obliquamente acima dos olhos. Esses chifres, formados pelos ossos frontais, eram espessos e em forma de cone, internamente sólidos, um tanto achatados verticalmente em seção transversal, e mediam 15 cm de comprimento. Bonaparte, em 1990, sugeriu que esses chifres provavelmente teriam formado os núcleos ósseos de bainhas queratinosas muito mais longas. muito mais longos do que os núcleos ósseos.
Como em outros dinossauros, o crânio foi perfurado por seis grandes aberturas de cada lado. A mais frontal dessas aberturas, a narina externa (narina óssea), era subretangular e direcionada para os lados e para a frente, mas não era inclinada na vista lateral como em alguns outros ceratossauros, como o Ceratosaurus. Essa abertura era formada apenas pela nasal e pré-maxila, enquanto em alguns ceratossauros relacionados a maxila também contribuiu para essa abertura. Entre a narina óssea e a órbita (abertura do olho) estava a fenestra anterorbital. No Carnotaurus, essa abertura era mais alta que longa, enquanto era mais longa que alta em formas relacionadas, como Skorpiovenator e Majungasaurus. A fenestra anterorbital era delimitada por uma depressão maior, a fossa antorbital, que era formada por partes rebaixadas da maxila na frente e a lacrimal atrás. Como em todos os abelissaurídeos, essa depressão era pequena no Carnotaurus. O canto frontal inferior da fossa antorbital continha uma abertura menor, a fenestra promaxilar, que levava a uma cavidade cheia de ar dentro da maxila. O olho estava situado na parte superior da órbita em forma de buraco de fechadura. Essa parte superior era proporcionalmente pequena e subcircular, e separada da parte inferior da órbita pelo osso pós-orbital projetado para frente. Ele foi levemente girado para frente, provavelmente permitindo algum grau de visão binocular. A forma de buraco de fechadura da órbita foi possivelmente relacionada ao acentuado encurtamento do crânio, e também é encontrada em abelissaurídeos de focinho curto relacionados. Como nos demais abelissaurídeos, o osso frontal (no teto do crânio entre os olhos) foi excluído da órbita. Atrás da órbita havia duas aberturas, a fenestra infratemporal na lateral e a fenestra supratemporal na parte superior do crânio. A fenestra infratemporal era alta, curta e em forma de rim, enquanto a fenestra supratemporal era curta e quadrada. Outra abertura, a fenestra mandibular, estava localizada na mandíbula inferior – em Carnotaurus, essa abertura era comparativamente grande.

Diagrama do crânio reconstruído do Carnotauro

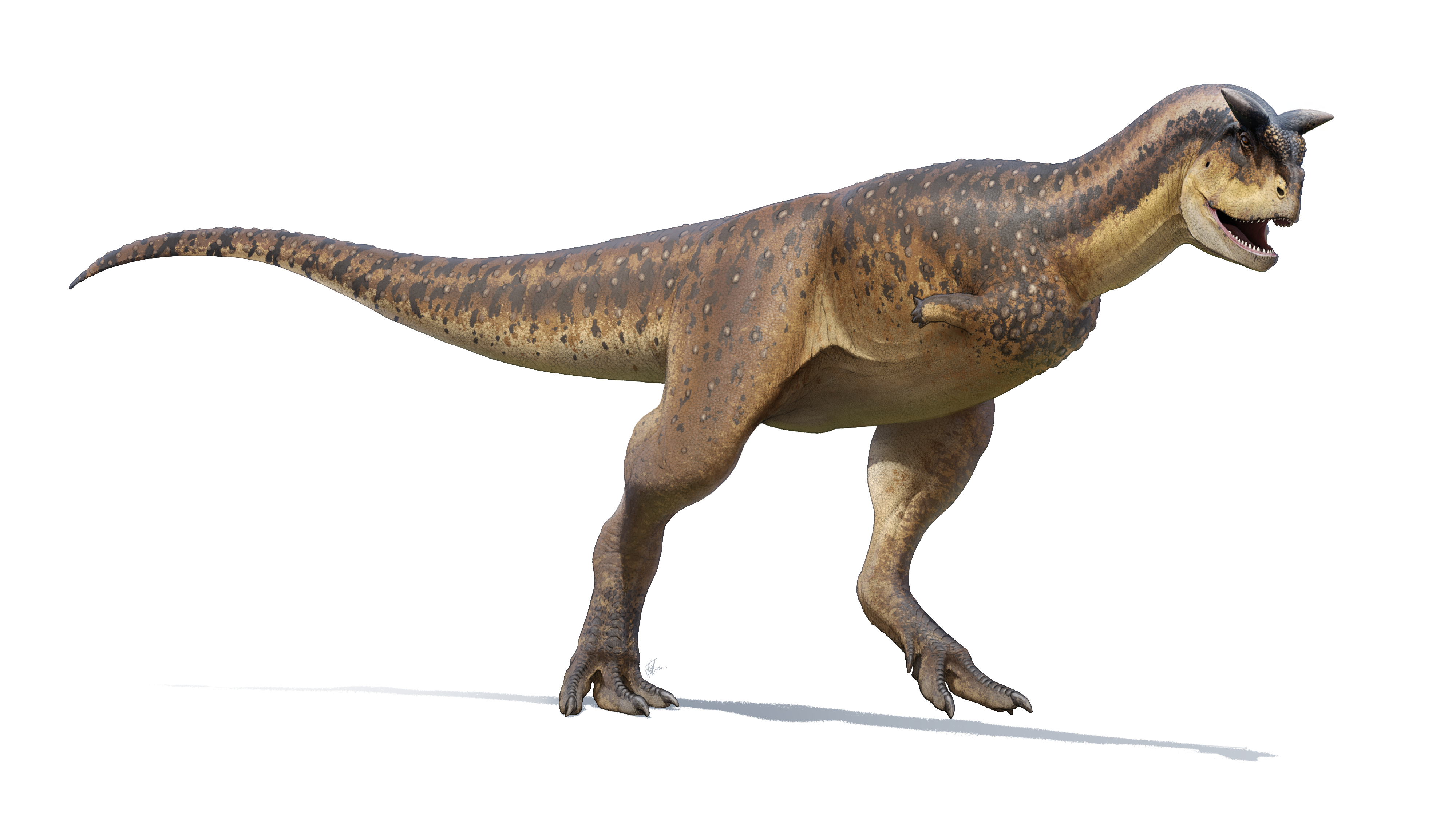
Reconstrução de um Carnotaurus

Em cada lado dos maxilares superiores havia quatro dentes pré-maxilares e doze maxilares, enquanto os maxilares inferiores eram equipados com quinze dentes de cada lado.  Os dentes foram descritos como longos e finos, em oposição aos dentes muito curtos vistos em outros abelissaurídeos. No entanto, Cerroni e colegas, em sua descrição do crânio de 2020, afirmaram que todos os dentes erupcionados foram severamente danificados durante a escavação e foram posteriormente reconstruídos com gesso (Bonaparte, em 1990, observou apenas que alguns dentes da mandíbula inferior foram fragmentados). Informações confiáveis sobre a forma dos dentes são, portanto, limitadas a dentes substitutos e raízes dentárias que ainda estão envolvidas pela mandíbula e podem ser estudadas usando imagens de tomografia computadorizada.  Os dentes substitutos tinham coroas baixas e achatadas, eram espaçados e inclinados para frente em aproximadamente 45°.  Em sua descrição de 1990, Bonaparte observou que o maxilar inferior era raso e de construção fraca, com o dentário (o osso do maxilar anterior) conectado aos ossos maxilares posteriores por apenas dois pontos de contato; isso contrasta com o crânio de aparência robusta.. Cerroni e colegas, em vez disso, encontraram conexões múltiplas, mas frouxas, entre o dentário e os ossos da mandíbula. Essa articulação, portanto, era muito flexível, mas não necessariamente fraca.  A margem inferior do dentário era convexa, enquanto era reta no Majungasaurus.
A mandíbula inferior foi encontrada com ossos hióides ossificados, na posição em que estariam se o animal estivesse vivo. Esses ossos delgados, que sustentam a musculatura da língua e vários outros músculos, raramente são encontrados em dinossauros porque muitas vezes são cartilaginosos e não estão conectados a outros ossos e, portanto, se perdem facilmente. Em Carnotaurus, três ossos hióides são preservados: um par de ceratobranquiais curvos, em forma de bastonete, que se articulam com um único elemento trapezoidal, o basihyal. Carnotaurus é o único terópode não aviano conhecido do qual um basihyal é conhecido. A parte de trás do crânio tinha câmaras bem desenvolvidas e cheias de ar ao redor da caixa craniana, como em outros abelissaurídeos. Dois sistemas de câmaras separados estavam presentes, o sistema paratimpânico, que estava conectado à cavidade do ouvido médio, bem como câmaras resultantes de excrescências dos sacos aéreos do pescoço.
Uma série de autapomorfias (características distintivas) podem ser encontradas no crânio, incluindo o par de chifres e o crânio muito curto e profundo. A maxila apresentava escavações acima da fenestra promaxilar, que teriam sido escavadas pelo seio aéreo antorbital (passagens aéreas no focinho). O ducto nasolacrimal, que transportava o fluido ocular, saía na superfície medial (interna) da lacrimal através de um canal de função incerta. Outras autapomorfias propostas incluem uma profunda e longa escavação cheia de ar no quadrado e uma depressão alongada no pterigóide do palato.

### Vértebra

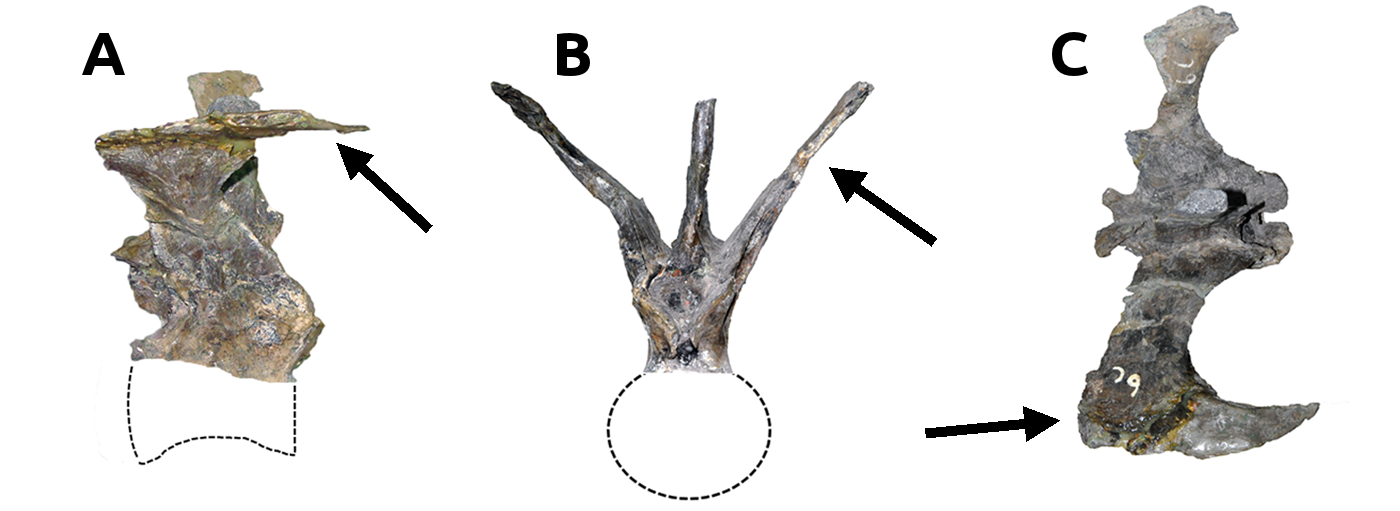
Sexta vértebra caudal do holótipo nas vistas A) lateral, B) frontal e C) superior, com setas indicando as costelas caudais altamente modificadas

A coluna vertebral consistia em dez vértebras cervicais (pescoço), doze dorsais, seis sacrais fundidas e um número desconhecido de vértebras caudais (cauda). O pescoço era quase reto, em vez de ter a curva "S" vista em outros terópodes, e também incomumente largo, especialmente em direção à sua base. A parte superior da coluna vertebral do pescoço apresentava uma fileira dupla de processos ósseos aumentados e direcionados para cima chamados epipófises, criando uma calha suave no topo das vértebras do pescoço. Esses processos eram os pontos mais altos da coluna, elevando-se acima dos processos espinhosos incomumente baixos. As epipófises provavelmente forneceram áreas de fixação para uma musculatura marcadamente forte do pescoço. Uma linha dupla semelhante também estava presente na cauda, formada por costelas caudais altamente modificadas; em vista frontal projetando-se para cima em forma de V e seus lados internos criando uma superfície superior lisa e plana das vértebras frontais da cauda. A extremidade de cada costela caudal era provida de uma expansão em forma de gancho projetada para frente que se conectava à costela caudal da vértebra anterior.

### Braços

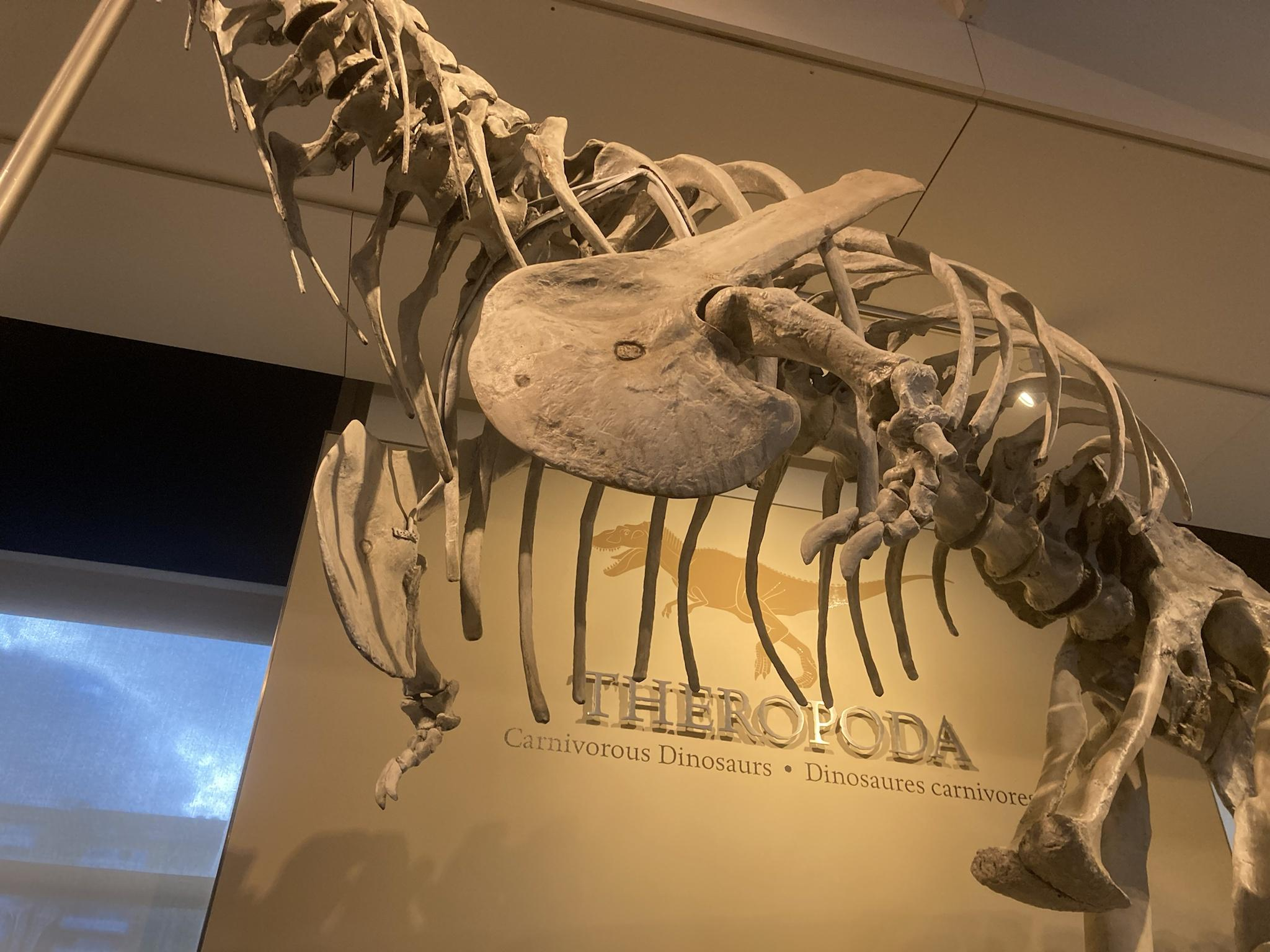
Região do ombro e braços; mãos mostradas flexionadas além de sua capacidade de se mover na vida

Os membros anteriores eram proporcionalmente mais curtos do que em qualquer outro grande dinossauro carnívoro, incluindo o Tyrannosaurus. O antebraço tinha apenas um quarto do tamanho do braço. Não havia carpália na mão, de modo que os metacarpos se articulavam diretamente com o antebraço. A mão mostrava quatro dedos básicos, embora aparentemente apenas os dois do meio terminassem em ossos dos dedos, enquanto o quarto consistia em um único metacarpo em forma de tala que pode ter representado um 'esporão' externo. Os próprios dedos estavam fundidos e imóveis, e podem não ter garras. O carnotauro diferia de todos os outros abelissaurídeos por ter membros anteriores proporcionalmente mais curtos e mais robustos, e por ter o quarto metacarpo em forma de tala como o osso mais longo da mão. Um estudo de 2009 sugere que os braços eram vestigiais em abelissaurídeos, porque as fibras nervosas responsáveis pela transmissão de estímulos foram reduzidas a uma extensão vista em emas e kiwis de hoje, que também têm membros anteriores vestigiais.

### Pele
Carnotaurus foi o primeiro dinossauro terópode descoberto com um número significativo de fósseis com impressões de pele. Essas impressões, encontradas abaixo do lado direito do esqueleto, vêm de diferentes partes do corpo, incluindo o maxilar inferior, a frente do pescoço, a cintura escapular e a caixa torácica. O maior pedaço de pele corresponde à parte anterior da cauda. Originalmente, o lado direito do crânio também era coberto com grandes manchas de pele - isso não foi reconhecido quando o crânio foi preparado, e essas manchas foram destruídas acidentalmente. No entanto a textura da superfície de vários ossos do crânio permite inferências sobre sua provável cobertura. Uma superfície acidentada com sulcos, covas e pequenas aberturas é encontrada nas laterais e na frente do focinho e indica uma cobertura escamosa, possivelmente com escamas planas como nos crocodilianos de hoje. A parte superior do focinho foi esculpida com inúmeros pequenos orifícios e pontas – esta textura provavelmente pode ser correlacionada com uma almofada cornificada (cobertura córnea). Tal almofada também ocorreu em Majungasaurus, mas estava ausente em Abelisaurus e Rugops. Uma fileira de escamas grandes provavelmente circundava o olho, como indicado por uma superfície acidentada com sulcos longitudinais nos ossos lacrimal e pós-orbital.

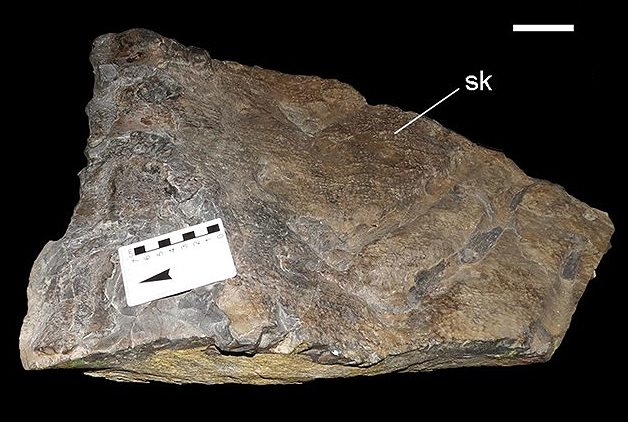
Impressões de pele da cauda

A pele foi formada por um mosaico de escamas poligonais não sobrepostas, medindo aproximadamente 5 a 12 mm de diâmetro. Este mosaico era dividido por sulcos finos e paralelos. A escala era semelhante em diferentes partes do corpo, com exceção da cabeça, que aparentemente mostrava um padrão diferente e irregular de escamas. Não há evidência de penas. Estruturas maiores semelhantes a saliências foram distribuídas nas laterais do pescoço, costas e cauda em fileiras irregulares. Essas protuberâncias tinham 4 a 5 cm de diâmetro e até 5 cm de altura e geralmente mostravam uma crista baixa na linha média. Colocaram-se a 8 a 10 cm de distância um do outro e tornaram-se maiores em direção ao topo do animal. As protuberâncias provavelmente representam escamas de características - aglomerados de escudos condensados - semelhantes às vistas no folho macio que corre ao longo da linha média do corpo em dinossauros hadrossaurídeos ("bico de pato"). Essas estruturas não continham osso. Stephen Czerkas (1997) sugeriu que tais estruturas podem haver protegido os lados do animal enquanto lutavam contra membros da mesma espécie (coespecíficos) e outros terópodes, argumentando que estruturas semelhantes podem podem ser encontradas no pescoço da iguana moderna, onde fornecem proteção limitada em combate.
Estudos mais recentes da pele do Carnotaurus publicados em 2021 sugerem que as representações anteriores das escamas no corpo são imprecisas, e as escalas maiores foram distribuídas aleatoriamente ao longo do corpo, não distribuídas em linhas discretas como em representações e ilustrações artísticas mais antigas. Também não há sinal de variação progressiva de tamanho nas escalas de características ao longo de diferentes áreas ao longo do corpo. As escamas do porão do Carnotaurus eram, em comparação, altamente variáveis, variando em tamanho de pequeno e alongado, a grande e poligonal, e de circular a lenticular nas regiões torácica, escapular e cauda, respectivamente. Tal diferenciação de escala pode estar relacionada à regulação do calor corporal e ao derramamento do excesso de calor por meio da termorregulação devido ao seu grande tamanho corporal e estilo de vida ativo.

## Classificação
Carnotaurus é um dos gêneros mais bem compreendidos dos Abelisauridae, uma família de grandes terópodes restritos ao antigo supercontinente meridional Gonduana. Os abelissaurídeos foram os predadores dominantes no Cretáceo Superior de Gonduana, substituindo os carcarodontossaurídeos e ocupando o nicho ecológico preenchido pelos tiranossaurídeos nos continentes do norte. Vários traços notáveis que evoluíram dentro desta família, incluindo o encurtamento do crânio e dos braços, bem como peculiaridades nas vértebras cervicais e caudais, foram mais pronunciados em Carnotaurus do que em qualquer outro abelissaurídeo. e embora as relações dentro de Abelisauridae sejam debatidas, Carnotaurus é consistentemente mostrado como um dos membros mais derivado da família por análises cladísticas.
Eis um cladograma publicado por Canale e colegas em 2009.
|  | Aucasaurus  |
|  |             |
|  | Carnotaurus |
|  |             |

|  | Ilokelesia                                                          |
|  |                                                                     |
|  | \| \| Skorpiovenator \| \| \| \| \| \| Ekrixinatosaurus \| \| \| \| |
|  |                                                                     |
|  | Skorpiovenator                                                      |
|  |                                                                     |
|  | Ekrixinatosaurus                                                    |
|  |                                                                     |

|  | Skorpiovenator   |
|  |                  |
|  | Ekrixinatosaurus |
|  |                  |

|  | Aucasaurus  |
|  |             |
|  | Carnotaurus |
|  |             |

|  | Ilokelesia                                                          |
|  |                                                                     |
|  | \| \| Skorpiovenator \| \| \| \| \| \| Ekrixinatosaurus \| \| \| \| |
|  |                                                                     |
|  | Skorpiovenator                                                      |
|  |                                                                     |
|  | Ekrixinatosaurus                                                    |
|  |                                                                     |

|  | Skorpiovenator   |
|  |                  |
|  | Ekrixinatosaurus |
|  |                  |

|  | Aucasaurus  |
|  |             |
|  | Carnotaurus |
|  |             |

|  | Ilokelesia                                                          |
|  |                                                                     |
|  | \| \| Skorpiovenator \| \| \| \| \| \| Ekrixinatosaurus \| \| \| \| |
|  |                                                                     |
|  | Skorpiovenator                                                      |
|  |                                                                     |
|  | Ekrixinatosaurus                                                    |
|  |                                                                     |

|  | Skorpiovenator   |
|  |                  |
|  | Ekrixinatosaurus |
|  |                  |

|  | Aucasaurus  |
|  |             |
|  | Carnotaurus |
|  |             |

|  | Ilokelesia                                                          |
|  |                                                                     |
|  | \| \| Skorpiovenator \| \| \| \| \| \| Ekrixinatosaurus \| \| \| \| |
|  |                                                                     |
|  | Skorpiovenator                                                      |
|  |                                                                     |
|  | Ekrixinatosaurus                                                    |
|  |                                                                     |

|  | Skorpiovenator   |
|  |                  |
|  | Ekrixinatosaurus |
|  |                  |

## Paleobiologia

### Função dos chifres

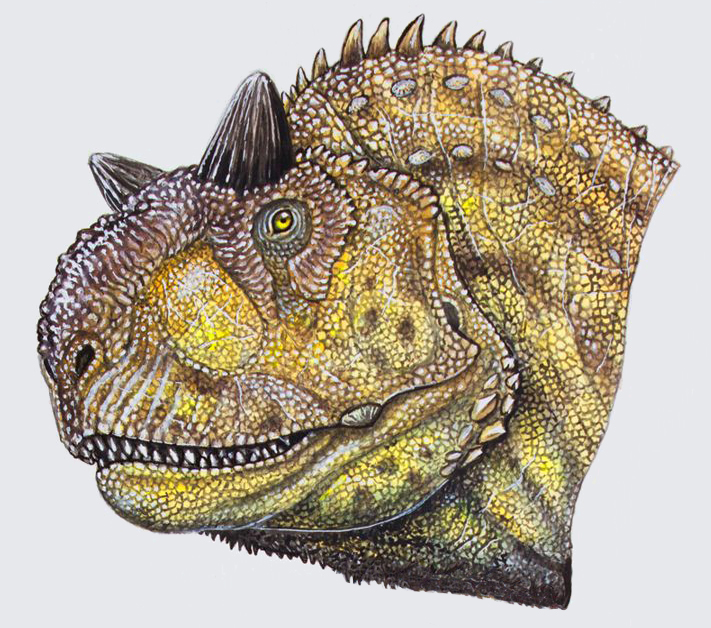
Restauração da cabeça mostrando os tecidos moles inferidos da morfologia osteológica do crânio

O Carnotauro é o único animal bípede carnívoro conhecido com um par de chifres no osso frontal. O uso desses chifres não é totalmente claro. Várias interpretações giraram em torno do uso na luta contra coespecíficos ou para matar presas, embora também seja possível o uso em exibição para corte ou reconhecimento de membros da mesma espécie.
Em 1988, Greg Paul propôs que os chifres eram armas de pontapé e que a pequena órbita teria minimizado a possibilidade de ferir os olhos durante a luta. Gerardo Mazzetta e colegas (1998) sugeriram que o Carnotaurus usava seus chifres de maneira semelhante aos carneiros. Eles calcularam que a musculatura do pescoço era forte o suficiente para absorver a força de dois indivíduos colidindo-se frontalmente com as cabeças a uma velocidade de 5.7 metros por segundo. Fernando Novas (2009) interpretou várias características esqueléticas como adaptações para desferir golpes com a cabeça. Ele sugeriu que o comprimento do crânio poderia ter tornado os movimentos da cabeça mais rápidos, reduzindo o momento de inércia, enquanto o pescoço musculoso teria permitido fortes golpes na cabeça. Também observou uma maior rigidez e força da coluna vertebral que pode ter evoluído para resistir a choques conduzidos pela cabeça e pescoço.

### Função da mandíbula e dieta
Análises da estrutura da mandíbula do Carnotaurus por Mazzetta e colaboradores, em 1998, 2004 e 2009, sugerem que o animal era capaz de mordidas rápidas, mas não fortes. Mordidas rápidas são mais importantes do que mordidas fortes ao capturar presas pequenas, como mostrado por estudos de crocodilos modernos. Mazzetta e colegas também consideraram que o crânio era capaz de resistir a forças que aparecem ao puxar presas grandes. Carnotaurus pode, portanto, ter se alimentado principalmente de presas relativamente pequenas, mas também foi capaz de caçar grandes dinossauros. Em 2009, Mazzetta e colegas estimaram uma força de mordida de cerca de 3.341 newtons.

### Locomoção
Mazzetta e colegas (1998, 1999) presumiram que o Carnotaurus era um corredor rápido, argumentando que o osso da coxa foi adaptado a suportar momentos de flexão durante a corrida. A capacidade da perna de um animal de resistir a essas forças limita sua velocidade máxima. As adaptações de corrida do Carnotaurus teriam sido melhores do que as de um humano, embora não tão boas quanto as de um avestruz. Os cientistas calculam que o Carnotaurus tinha uma velocidade máxima de até 48–56 km (35 mi) por hora.

## Paleoambiente

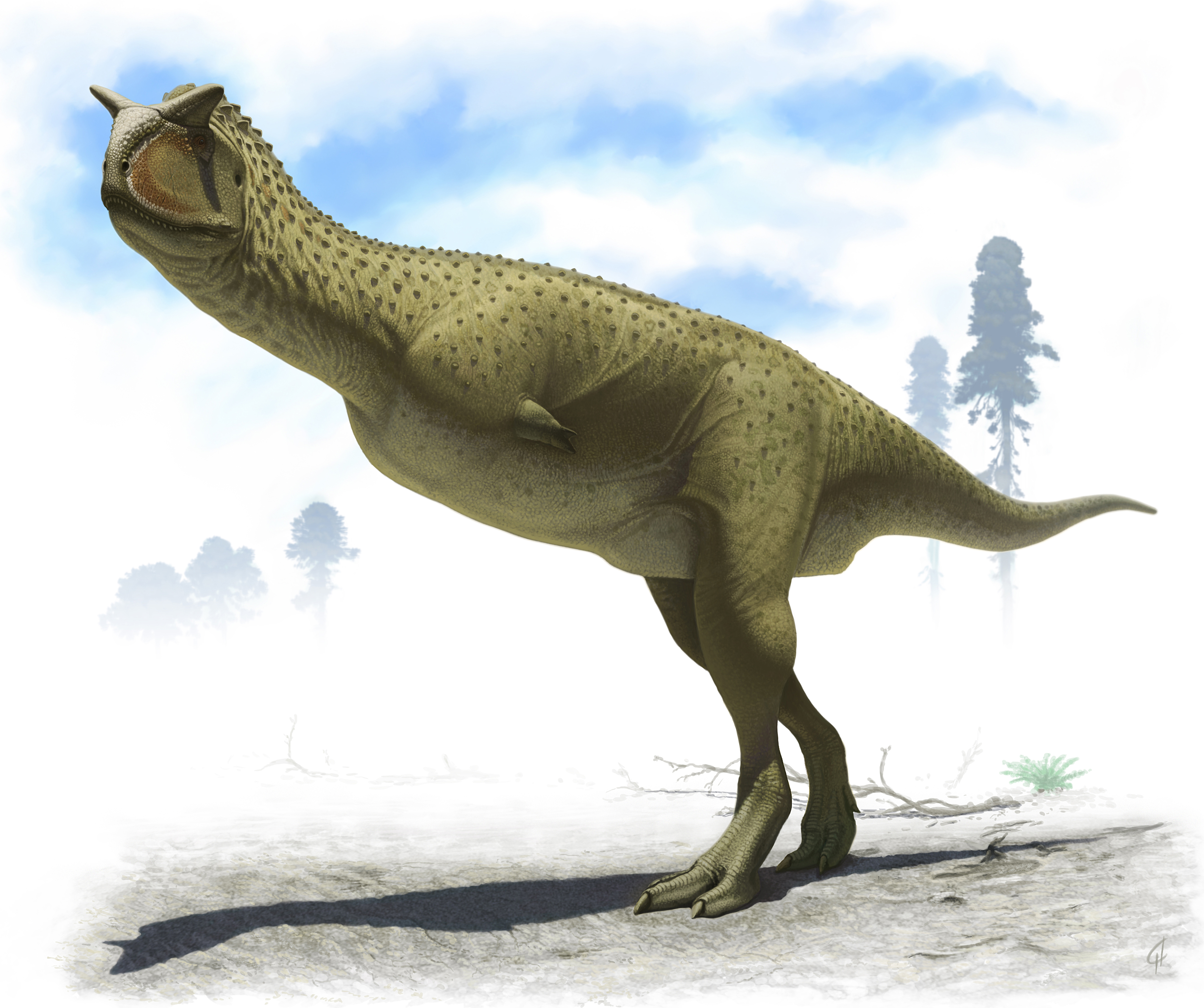
Reconstrução de um Carnotauro

Originalmente, as rochas em que o Carnotaurus foi encontrado foram atribuídas à parte superior da Formação Cerro Barcino, que se considerava ter aproximadamente 100 milhões de anos (estágio Albiano ou Cenomaniano). Mais tarde, percebeu-se que pertenciam à muito mais jovem Formação La Colônia,  datando dos estágios Campaniano e Maastrichtiano (83,6 a 66 milhões de anos atrás). Novas, em um livro de 2009, deu um intervalo de tempo mais estreito de 72 a 69,9 milhões de anos atrás (estágio Maastrichtiano inferior). No final do Cretáceo, a América do Sul já estava isolada da África e da América do Norte.
A Formação La Colônia está exposta sobre a encosta sul do Maciço Norte da Patagônia. A maioria dos fósseis de vertebrados, incluindo Carnotaurus, vem da seção central da formação (chamada associação de fácies do meio). Esta parte provavelmente representa os depósitos dum ambiente de estuários, mangues ou planícies costeiras.   O clima teria sido sazonal com períodos secos e úmidos.